# Districte de San Miguel (Lima)
San Miguel, és un districte de la província de Lima, Perú. Hi fan frontera els districtes de Bellavista i Lima al nord; Pueblo Libre, Magdalena del Mar i el centre de Lima a l'est; l'oceà Pacífic al sud; i el districte de La Perla a l'oest.
Les seves avingudes principals: La Marina, Universitaria i Elmer Faucett són centres econòmics importants. La Universidad Catòlica Pontificia del Perú i el Parque de las Leyendas, o el zoo, de Lima són en aquest districte.

## Govern

### Alcaldes
- 2019-2022: Juan José Guevara.
- 2015-2018: Eduardo Bless (PPS).